# Història del Raj britànic
La història del Raj britànic es refereix al període de govern britànic al subcontinent indi entre 1858 i 1947. El sistema de govern s'instituí en 1858 quan el govern de la Companyia Britànica de les Índies Orientals va ser transferit a la Corona en la persona de la Reina Victòria (la qual, el 1876, va ser proclamada Emperadriu de l'Índia). Es perllongà fins a 1947, quan l'Imperi Indi Britànic va ser dividit en dos estats sobirans: la Unió Índia (més tard la República d'India) i el Domini del Pakistan (més tard la República Islàmica de Pakistan, (la meitat oriental del qual, encara més tard, es convertiria en la República Popular de Bangladesh). La Província de Birmània a la regió oriental de l'Imperi Indi, va ser constituïda com a colònia separada el 1937 i esdevingué independent el 1948.

## Preludi: El mandat de la Companyia a l'Índia
Encara que la Companyia Britànica de les Índies Orientals havia administrat les seves zones a l'Índia, la seva victòria a la batalla de Plassey el 1757 marcà l'inici real del Domini de la Companyia a l'Índia. La victòria es consolidà el 1764 a la batalla de Buxar, quan l'emperador mongol derrotat, Shah Alam II, garantí a la Companyia el Diwani (dret a recol·lectar els fruits de la terra) a Bengala, Bihar i Orissa. La Companyia expandí ben aviat els seus territoris als voltants de Bombay i Madràs: les Guerres de Mysore (1766–1799) i les Guerres Anglo-Maratha (1772–1818), atorgant el control sobre la major part de l'Índia al sud del riu Narmada.
Abans, el 1773, el Parlament Britànic passà el control de la Companyia Britànica de les Índies Orientals al govern britànic i establí el càrrec de Governador General de l'Índia, amb Warren Hastings com el primer nomenat. El 1784, el Parlament aprovà l'Acta Índia de Pitt creà un comitè de control per supervisar l'administració de la companyia. Hastings va ser succeït al càrrec el 1784 per Lord Cornwallis, qui promulgà l'Assentament Permanent de Bengala amb els zamindars.
A finals del segle XVIII, el Governador General Wellesley inicià el que es convertiria en dues dècades d'una expansió accelerada dels territoris de la Companyia, bé mitjançant aliances subsidiàries entre la Companyia i els capitostos locals o bé directament per la conquesta militar i l'annexió. Les aliances subsidiàries crearen els Estats Principats (o Estats Nadius) dels Maharajàs hindús i els Nawabs musulmans, entre els quals destacaven: Cochin (1791), Jaipur (1794), Travancore (1795), Hyderabad (1798), Misore (1799), els Estats del Cis Sutlej (1815), l'Índia Central (1819), els territoris de Kutch i Gujarat Gaikwad (1819), Rajputana (1818) i Bahawalpur (1833). Les regions annexionades inclouen les Províncies Nord-Occidentals (formades per Rohilkhand, Gorakhpur i el Doab), (1801), Delhi (1803) i el Sindh (1843). El Punjab, la Província de la Frontera del Nord-oest i el Caixmir van ser annexionades després de la Primera i Segona Guerra Sikh el 1849, però el Caixmir va ser venut de manera immediata a la Dinastia Dogra de Jammu pel Tractat d'Amritsar de 1850, i va esdevenir un principat. El 1854, Berar va ser annexionat, i l'estat d'Oudh, dos anys després.
La Companyia també signà tractats amb diversos governants afgans i amb el Ranjit Singh de Lahore, per contrarestar el suport rus als plans de Pèrsia a l'Afganistan occidental. El 1839, els esforços de la companyia s'incrementaren en donar suport a Shah Shuja com Amir de l'Afganistan, desembocant en la Primera Guerra de l'Afganistan (1839-1842), que finalitzà en un desastre militar pels britànics. Com que els britànics estenien el seu territori a l'Índia, els russos ho feien a l'Àsia central, capturant Bukharà i Samarcanda el 1863 i 1868, respectivament.
A l'Acta de 1813, el Parlament renovà els poders de la Companyia, però finalitzà el seu monopoli, obrint l'Índia tant a les inversions privades com al treball dels missioners. Amb un poder a l'Índia incrementat, la supervisió dels afers indis per part de la Corona britànica i del Parlament també s'incrementaren; i a la dècada de 1820, els britànics podien establir negocis sota la protecció de la Corona a les 3 presidències de la Companyia. A l'Acta de 1833, el Parlament revocà la llicència de comerç de la Companyia, convertint-la en part del Govern Britànic, encara que l'administració de l'Índia Britànica restava en mans dels oficials de la Companyia.
Des de 1772, la Companyia inicià una sèrie d'"assentaments", que crearia uns grans canvis en els drets territorials i en l'economia rural de l'Índia. El 1793, el Governador General Lord Cornwallis promulgà l'Assentament Permanent a la Presidència de Bengala, la primera regulació socioeconòmica a l'Índia colonial. S'anomenava "permanent" perquè fixava els impostos de la terra a perpetuïtat en retorn dels drets de la propietat per una classe d'intermediaris anomenats "zamindars", que finalment esdevingueren els propietaris de les terres. La idea era que, sabedors dels impostos que haurien de pagar, els "zamindars" incrementarien el seu rendiment i les terres treballades, perquè podrien quedar-se amb els guanys; a més del fet que es podria comercialitzar la pròpia terra. No obstant això, els propis zamindars sovint eren incapaços d'obtenir el que els demanava la Companyia, i segons estimacions, prop d'un terç de les terres va ser embargat durant les tres primeres dècades després de l'assentament permanent. A l'Índia meridional, Thomas Munro, que posteriorment esdevindria Governador de Madràs, va promoure el sistema ryotwari, en el qual el mateix govern venia les terres directament als camperols plebeus, o ryots.
Basant-se amb les idees de James Mill, que supervisava les polítiques de la Companyia durant 1819-1830, i la Llei d'Arrendaments de David Ricardo, es considerà massa proper a la pràctica tradicional alhora que molt progressiu, permetent que els beneficis de la Companyia arribessin als nivells més baixos de la societat rural. No obstant això, molestos pels principis abstractes del sistema de ryotwari, les classes jeràrquiques dels pobles del sud de l'Índia no van desaparèixer.
Els assentaments constituïen una major activitat administrativa dels diversos governs a l'Índia sota la Companyia. En totes aquelles zones a part de la Presidència de Bengala, el treball d'assentament de la terra comportava un repetitiu procés de supervisió i mesura de terrenys, informant de la seva qualitat i registrant els drets, constituint una gran proporció del treball pels funcionaris del Servei Civil Indi. Després que la Companyia perdés els seus drets de comerç, esdevingué la font més important de beneficis pel govern. Com que en moltes regions els impostos sobre la terra podien ser revisats, aquests eren normalment fixats a un nivell molt alt, creant un ressentiment que esclataria en una rebel·lió que colpejà el nord del país el 1857.

## Efectes sobre l'economia
En la segona meitat del segle xix, tant l'administració directa de l'Índia per part de la Corona britànica i el canvi tecnològic aportat per la revolució industrial, tingué l'efecte d'entrellaçar de prop les economies de l'Índia i la Gran Bretanya. De fet molts dels canvis essencials en el transport i comunicacions (que estan associades típicament amb el Govern de la Corona a l'Índia) ja havien començat abans del Motí. Des que Dalhousie havia abraçat el canvi tecnològic llavors violent a la Gran Bretanya, l'Índia també contemplà un ràpid desenvolupament de totes aquelles tecnologies. Els ferrocarrils, carreteres, canals, i ponts es construïren ràpidament a l'Índia, així com enllaços de telègraf igualment; tot això a fi i efecte de poder transportar més eficaçment les matèries primeres, com el cotó, des del rerepaís indi fins als ports com Bombai, per a la subsegüent exportació a Anglaterra. de la mateixa manera, els productes acabats des d'Anglaterra es transportaven altra vegada d'una manera igual d'eficaç, en venda al creixent mercat indi. Tanmateix, a diferència de la mateixa Gran Bretanya, on els riscs de mercat per al desenvolupament d'infraestructures eren suportats per inversors privats, a l'Índia, eren els contribuents -principalment grangers i pagesos- els que suportaven els riscs, els quals, finalment, equivalien a 50 milions de lliures esterlines. Malgrat aquests costos, la feina molt poc especialitzada era desenvolupada per indis. Pels volts de 1920, amb la quarta xarxa ferroviària més gran del món i una història de 60 anys des de la seva construcció, només un deu per cent dels "càrrecs superiors" en els Ferrocarrils Indis eren ocupats per indis.
La creixent tecnologia també estava canviant l'economia agrícola a l'Índia: durant la darrera dècada del segle xix, una part important de matèries primeres -no sols cotó, sinó també alguns aliments de gra- eren exportats a mercats remots. Consegüentment, molts petits pagesos petits, dependents dels capricis d'aquells mercats, perdien terra, animals i equipament, enfront dels prestadors de diners. Prova d'això és que, en l'última meitat del segle xix, també s'observà un augment, a gran escala, en el nombre de fams. Encara que les fams no eren noves al subcontinent, aquests eren especialment severes, amb desenes de milers de morts, i amb molts crítics, tant britànics com indis, que donaven la culpa a la pesada administració colonial.

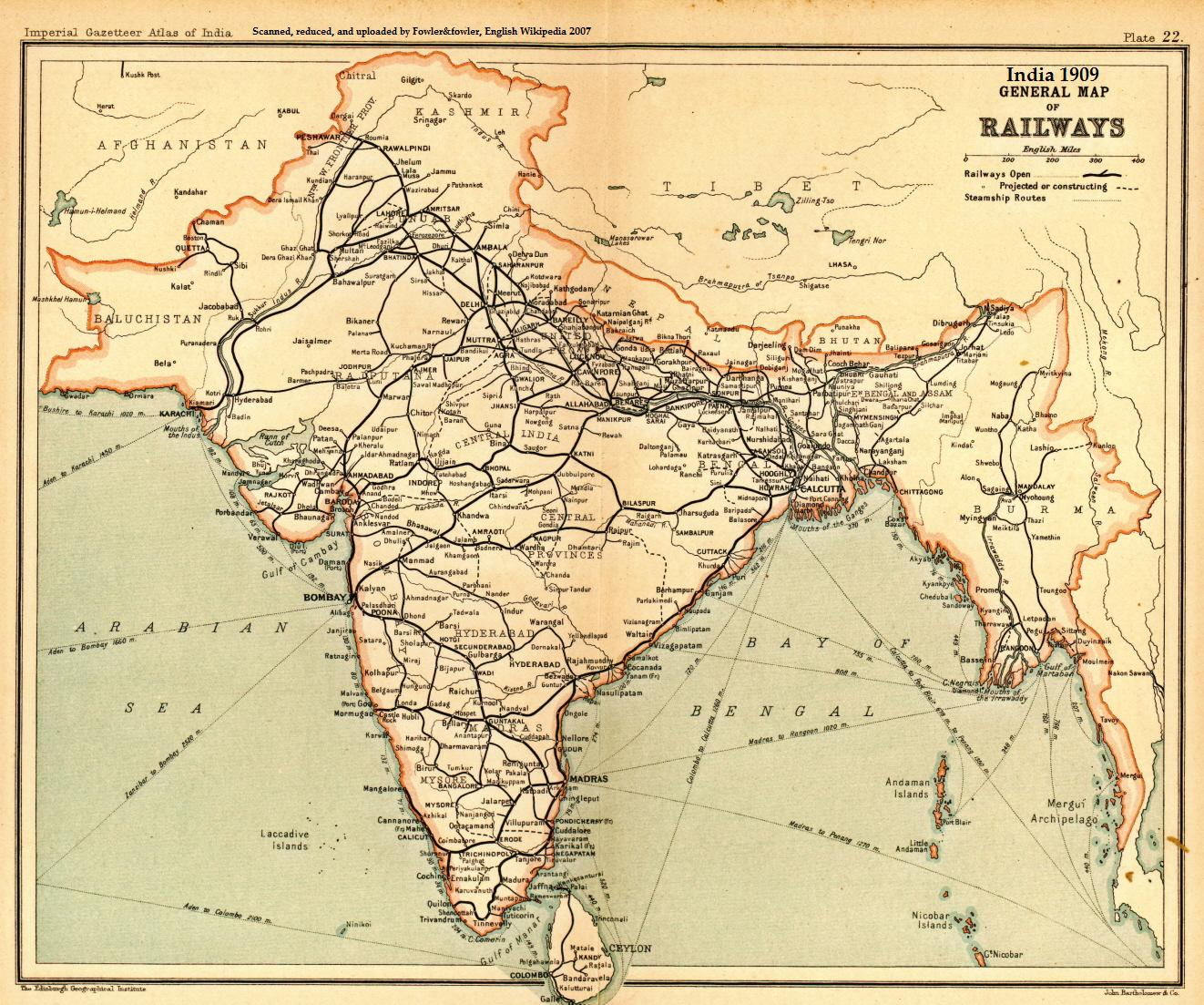
Mapa de 1909 dels ferrocarrils indis, quan l'Índia tenia la quarta xarxa ferroviària més gran al món. La construcció de ferrocarril a l'Índia començà en 1853.
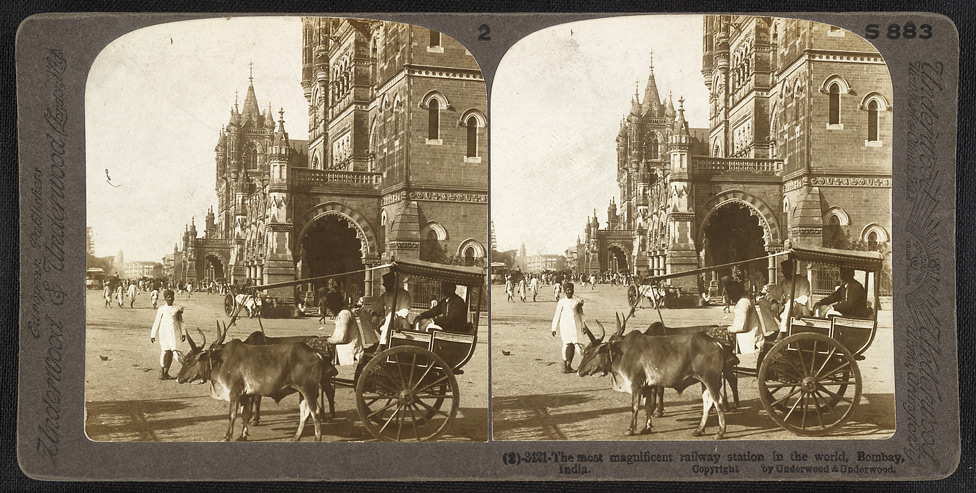
"L'estació de ferrocarril més magnífica al món". Imatge estereogràfica de la Terminal de Victòria, Bombai, que va ser completada en 1888.
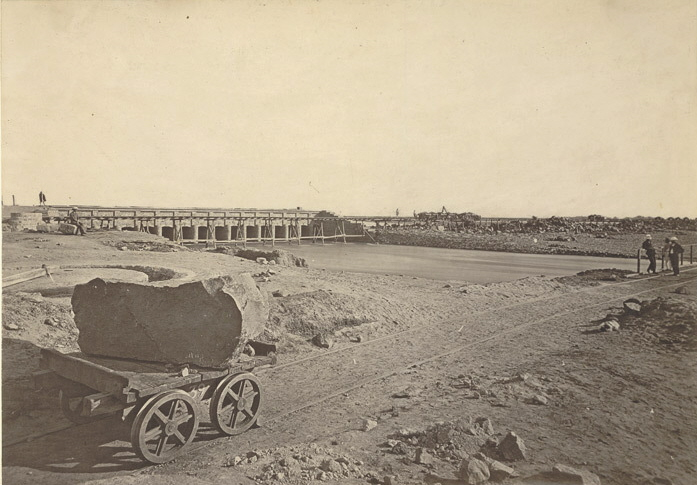
El Canal d'Agra (c. 1873), a un any de la seva finalització. El canal va ser tancat a la navegació el 1904 per augmentar la irrigació i així ajudar a prevenir la fam.
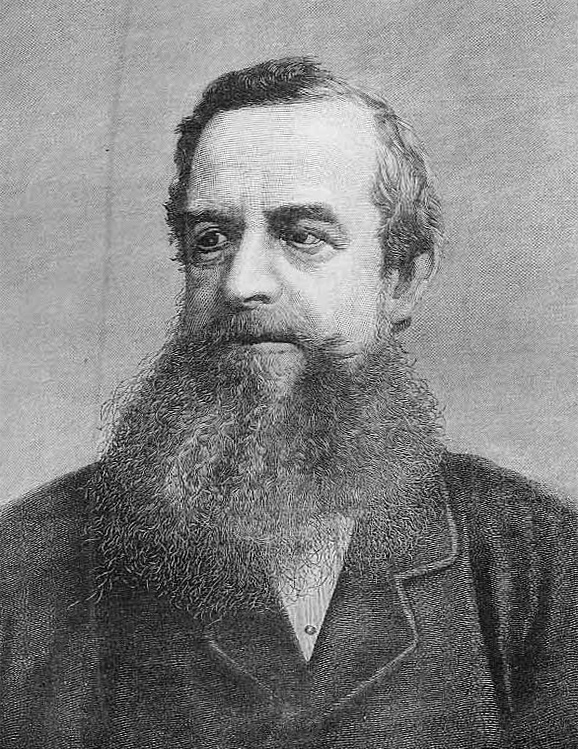
Lord Ripon, el virrei liberal de l'Índia, que instituí el Codi de la Fam

## Principi de l'autogovern
Els primers passos cap a l'autogovern de l'Índia britànica van començar a finals del segle xix, amb el nomenament dels consellers indis que havien d'assessorar el virrei britànic i l'establiment de consells provincials amb membres indis; els britànics posteriorment ampliaren la participació en els consells legislatius amb l'Acta de consells índia de 1892. Es van crear corporacions municipals i juntes de districte per a l'administració; s'hi van incloure membres indis elegits.
Després que Lord Curzon anunciés la partició de Bengala el 1905, separant les zones orientals majoritàriament musulmanes de les zones occidentals majoritàriament hindús hi va haver una oposició massiva del poble de Bengala. Inicialment, el pla de partició es va oposar mitjançant campanya de premsa i el boicot a les mercaderies britàniques i el poble de l'Índia es va comprometre a utilitzar només swadeshi o béns indis i a portar només roba índia. Per apaivagar el sentiment bengalí, Bengala va ser reunida pel rei Jordi V del Regne Unit el 1911 i la capital fou treslladada de Calcuta a Delhi, en resposta als disturbis del moviment Swadeshi.
L'Acta de govern de l'Índia de 1909 - també coneguda com a Reformes Morley-Minto (John Morley era el secretari d'estat per a l'Índia, i Gilbert Elliot, quart comte de Minto, era virrei) - donava als indis rols limitats en les legislatures centrals i provincials, conegudes com a consells legislatius. Els indis ja havien estat designats prèviament per als consells legislatius, però després de les reformes alguns va ser elegits per a ells. En el centre, la majoria de membres de consell continuaven sent funcionaris designat pel govern, i el virrei no era de cap manera responsable en la legislatura. A nivell provincial, els membres elegits, juntament amb els designats no funcionaris, superaven en nombre els funcionaris designats, però no es contemplava responsabilitat del governador envers la legislatura. Morley ho va deixar clar quan presentà la legislació al Parlament britànic: l'autogovern parlamentari no era l'objectiu del govern britànic.
Les Reformes Morley-Minto van ser una fita. Pas a pas, el principi electiu s'introduïa per ser membre dels consells legislatius indis. L'"electorat" es limitava, tanmateix, a un petit grup d'indis de classe superior. Aquests membres elegits cada vegada més es convertiren en una "oposició" al "govern oficial". Els electorats comunals van ser posteriorment estesos a altres comunitats i constituïren un factor polític de la tendència índia a la identificació de grup a través de la religió.

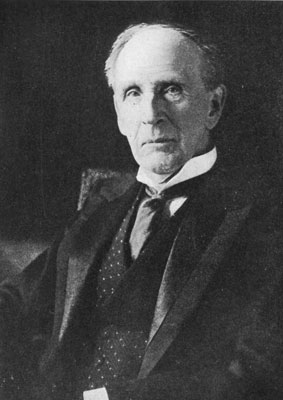
John Morley, secretari d'Estat per a l'Índia des de 1905 fins a 1910, i el liberal Gladstone. L'Acta de govern de l'Índia de 1909, també coneguda com a Reformes Minto-Morley permeté als indis de ser elegits al Consell Legislatiu.
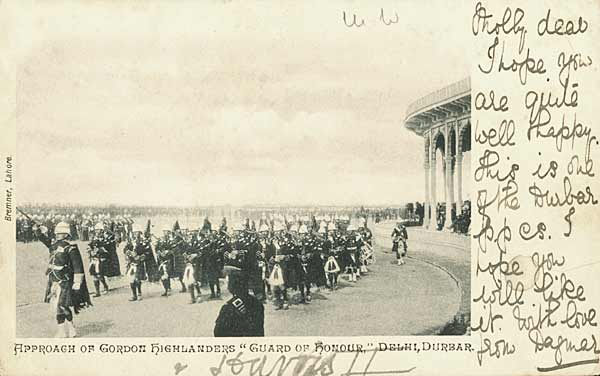
Postal dels Gordon Highlanders desfilant davant Jordi V i la reina Maria al Delhi Durbar, el 12 de desembre de 1911, quan el rei va ser coronat Emperador de l'Índia.
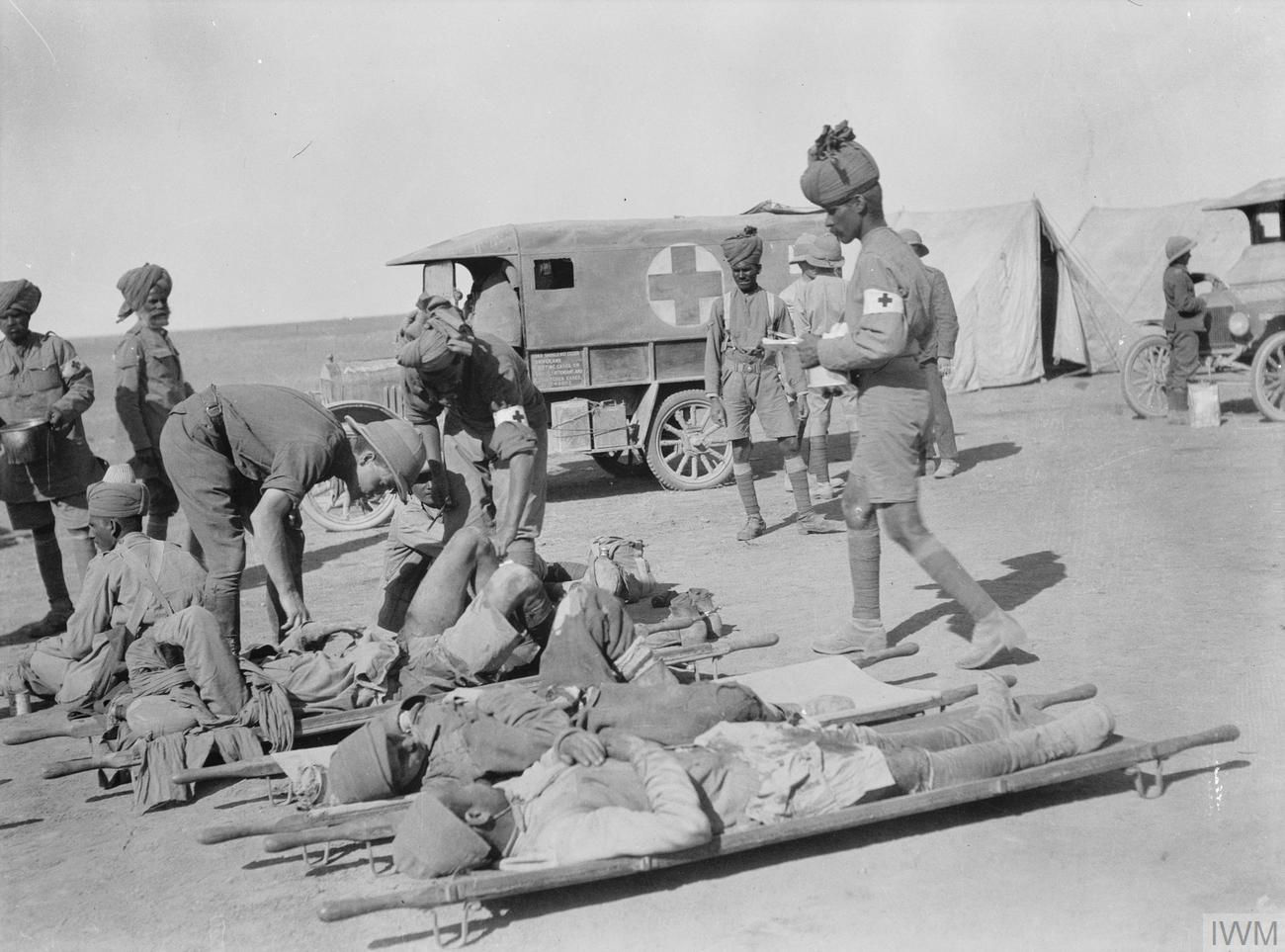
Indis auxiliars metges que assisteixen als soldats ferits amb la Força Expedicionària de Mesopotàmia a la Campanya de Mesopotàmia durant la Primera Guerra Mundial.

## La Primera Guerra Mundial i les seves conseqüències
La Primera Guerra Mundial demostraria ser una vessant en la relació imperial entre la Gran Bretanya i l'Índia. 1.4 un milió de soldats indis i britànics de l'Exèrcit Indi Britànic participarien en la guerra i la seva participació tindria una més àmplia conseqüència cultural: les notícies de soldats indis que lluiten i que moren amb soldats britànics, així com amb soldats de dominis com el Canadà i Austràlia, viatjarien a distants contrades del món, tant a través de la premsa com pel nou mitjà de comunicació: la ràdio. El perfil internacional de l'Índia s'alçaria així i es continuaria aixecant durant els anys 1920. El projecte es proposava, entre altres coses, que l'Índia, sota el seu propi nom, esdevingués membre fundador de la Societat de Nacions el 1920 i participés, sota el nom, "Les Indes Anglaises" (Les Índies Britàniques), en els Jocs Olímpics d'Estiu de 1920 a Anvers. Tornant a l'Índia, especialment entre els líders del Congrés Nacional Indi, conduiria a crides per a un autogovern més gran per als indis.
El 1916, davant de les noves demostracions de força dels nacionalistes moderats amb la signatura del Pacte Lucknow i la fundació del Moviment de Legislació Nacional, així com per la constatació de què la guerra seria llarga (després del desastre de la Campanya de Mesopotàmia, el nou virrei, Lord Chelmsford, avisà que el Govern de l'Índia havia de tenir més en compte l'opinió pública índia. Cap a finals d'any, després de discutir-ho amb el govern de Londres, suggerí que els britànics demostressin les seves bones intencions – davant del paper de l'Índia a la guerra– a través d'accions públiques, incloent-hi la concessió de títols i honors als prínceps indis, la garantia de nomenaments a l'exèrcit pels indis i, el més important, un anunci dels plans de futur britànics per l'Índia i una indicació dels passos concrets. Després de més discussions, a l'agost de 1917, el nou Secretari d'Estat per a l'Índia, el liberal Edwin Montagu, anuncià la intenció britànica "d'incrementat l'associació d'indis en totes i cadascuna de les branques de l'administració, i el desenvolupament gradual de les institucions per l'autogovern, en vistes de la progressiva realització del govern responsable de l'Índia com una part integrant de l'Imperi Britànic". Tot i que el pla veia un autogovern limitat només en les províncies, representava la primera proposta britànica per a qualsevol forma de govern representatiu en una colònia no-blanca. Abans, a l'esclat de la Primera Guerra Mundial, l'enviament de la major part de l'Exèrcit britànic cap a Europa i la Campanya de Mesopotàmia havien fet que el Virrei anterior, Lord Harding, es preocupés pels riscos de deixar l'Índia sense tropes. La violència revolucionària era una preocupació a l'Índia britànica, i la intel·ligència britànica estava identificant col·laboració amb Alemanya; així que, conseqüentment, el 1915, per enfortir el seu poder durant una època en què es veia créixer la vulnerabilitat, el govern indi passà l'Acta de Defensa Índia, que permetia a internar als dissidents políticament perillosos sense procés, així com a establir la censura de premsa i a empresonar als periodistes. Ara, mentre que les reformes constitucionals començaven a discutir-se, els britànics començaren a considerar com podien portar als indis moderats cap a la política constitucional i, simultàniament, com podien enfortir-se. No obstant això, el govern de l'Índia volia examinar el problema revolucionari, i donat l'augment de la violència el control del govern augmentava, començant-se a considerar com algun dels seus poders de temps de guerra també es podien estendre als temps de pau.

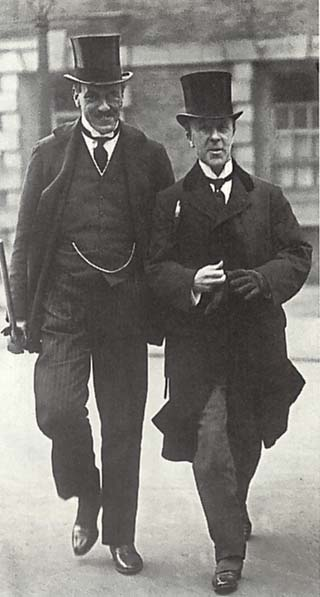
Edwin Montagu, a l'esquerra, Secretari d'Estat per l'Índia, que presentà l'Acta del Govern de l'Índia de 1919, també coneguda com les Reformes Montfortd o les Reformes Montagu-Chelmsford

Així doncs, el 1917, tot i que Montagu havia anunciat les noves reformes constitucionals, un comitè sediciós presidit pel jutge britànic Mr. S. A. T. Rowlatt va ser encarregat amb la investigació de les conspiracions revolucionàries i les connexions alemanyes i bolxevics amb la violència a l'Índia,

 amb l'objectiu d'estendre els poders governamentals dels temps de guerra. El Comitè Rowlatt presentà el seu informè al juliol de 1918 i identificà 3 regions amb la insurgència conspiratòria: Bengala, la Presidència de Bombai i el Panjab. Per combatre el terrorisme en aquestes regions, el comitè recomanava que el govern usés poders d'emergència com si fos en temps de guerra, que incloïen la possibilitat de jutjar casos de sedició en un tribunal format per 3 jutges sense jurat, l'excreció de seguretats pels sospitosos, el registre governamental de les residències dels sospitosos i el poder pels governs provincials per arrestar i empresonar sospitosos en instal·lacions de detenció i sense judici.
Amb el final de la I Guerra Mundial, també va haver un canvi en el clima econòmic. A finals de 1919, un milió i mig d'indis havien servir a l'exèrcit en papers tant de combatents com de no-combatents, i l'Índia havia enviat £146 milions per la guerra. L'increment dels impostos anava parell amb la interrupció en el comerç tant intern com extern, fent que els preus es doblessin a l'Índia entre 1914 i 1920. Amb la tornada dels veterans, especialment al Punjab, es creà una crisi creixent d'atur, i la inflació de postguerra portà revoltes a Bombay, Madràs i Bengala, una situació que encara empitjorà més amb la caiguda dels monsons el 1918-19 que augmentà l'especulació. L'Epidèmia de grip de 1918 i la Revolució Bolxevic de 1917 s'afegiren a la sensació de por generalitzada; i entre el funcionariat s'estengué la por que es produís una revolució similar a l'Índia.
Per combatre la crisi que s'aprovava, el govern convertí les recomanacions del comitè Rowlatt en la Llei Rowlatt. Si bé aquestes lleis van ser autoritzades per a la consideració d'Edwin Montagu, vam ser etes amb tal desgana, que ho acompanyà amb la declaració "avorreixo a primera vista el suggeriment de preservar l'Acta de Defensa de l'Índia en temps de pau fins al punt en què Rowlatt i els seus amics ho considerin oportú. En les discussions posteriors i votacions al Consell Legislatiu Imperial, tots els membres indis van mostrar la seva oposició a les lleis. El Govern de l'Índia no era capaç d'usar la seva "majoria oficial" per assegurar l'aprovació de les lleis a inicis de 1919. Però el que s'aprovà, en deferència a l'oposició índia, era una versió reduïda que permetia poders extra-judicials, però per un període només de 3 anys i per a la persecució única dels "moviments anarquistes i revolucionaris". Tot i això, quan s'aprovà la nova Llei Rowlatt causà indignació per tota l'Índia i portà a Mohandas Gandhi al capdavant del moviment nacionalista.
Mentrestant, Montagu i Chelmsfort presentaren finalment el seu informe al juliol de 1918 després d'un viatge per l'Índia durant l'hivern anterior. Després de més discussions del govern i el parlament a la metròpoli, i un altre viatge d'un nou comitè per proposar la identificació de qui podria votar a les properes eleccions, l'Acta del Govern de l'Índia de 1919 (també coneguda com les Reformes Montagu-Chelmsford) van ser aprovades al desembre de 1919. La nova llei augmentava els consells provincials i Imperial i abandonava el recurs del Govern per a la "majoria oficial" en les eleccions desfavorables. Si bé departaments com els de defensa, afers exteriors, llei criminal, comunicacions i impostos eren retinguts pel Virrei i el Govern Central a Nova Delhi, altres departaments com el de sanitat pública, educació o autogovern local van ser traspassats a les províncies. Les mateixes províncies ara podien ser administrades per un nou sistema bicèfal, en el que ministeris com l'educació, l'agricultura, el desenvolupament d'infraestructures i l'autogovern local esdevingué el terreny pels ministres indis, mentre que d'altres com la irrigació, la policia, les presons i el control dels mitjans de comunicació restaven en mans del governador britànic. La nova llei també facilitava l'accés dels indis al cos de funcionaris i als cossos d'oficials de l'exèrcit.
Un nombre més gran d'indis ara podien votar a nivell nacional, tot i que encara només constituïen un 10% de la població masculina, molts dels quals encara eren analfabets. En les legislatures provincials, els britànics continuaven exercint alguns controls sobre interessos especials que consideraven útils o de cooperació. En particular, els candidats rurals, considerats més dòcils, rebien més escons que no pas els seus equivalents urbans. Els escons també estaven reservats pels no-Brahmins, els terratinents, empresaris i universitaris. El principi de la "representació comunal", una part integral de les Reformes Minto-Morley, i més recentment del Congrés de la Lliga Musulmana va ser reafirmat, amb escons reservats als musulmans, sikhs, cristians indis, anglo-indis i europeus, tant als Consells legislatius locals i imperials. Les reformes Montagu-Chelmsford oferiren als indis la major oportunitat significativa per exercir un poder legislatiu, especialment a nivell provincial; però l'oportunitat també quedà restringida pel nombre encara limitat d'electors elegibles i per la presència d'escons rurals o d'interès especial que eren observats com a instruments del control britànic. En general, era vist amb desafecció pel lideratge polític, expressat per Annie Beasant com quelcom "indigne d'oferir per a Anglaterra i d'acceptar per l'Índia".

### Dècada de 1930: l'Acta del Govern de l'Índia

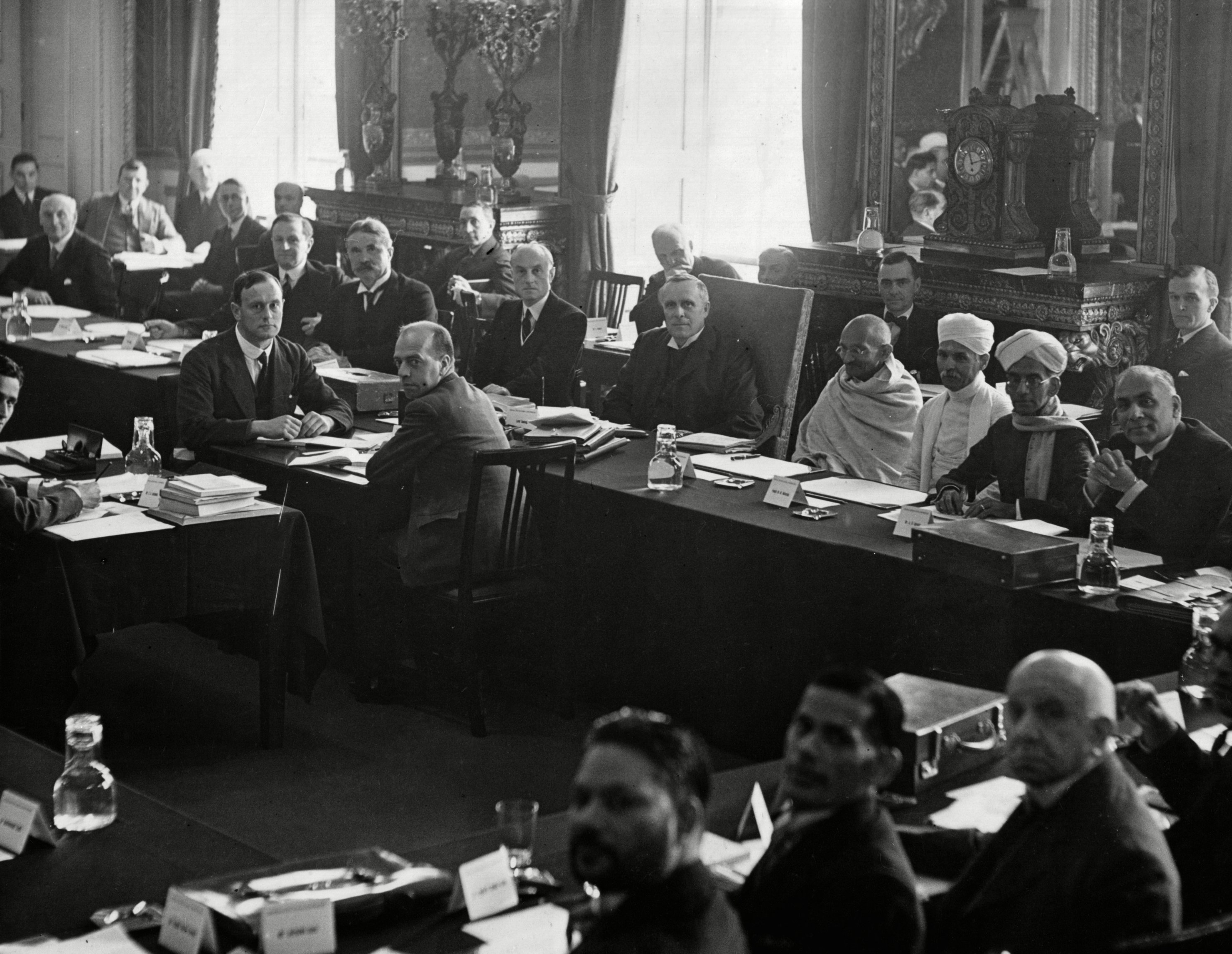
El Primer Ministre britànic Ramsay MacDonald, a la dreta deMahatma Gandhi, a la segona Conferència de taula rodona de Londres, octubre de 1931

El 1935, després de les Conferències de la Taula Rodona, el Parlament britànic aprovà l'Acta del Govern de l'Índia de 1935, que autoritzava l'establiment d'assemblees legislatives independents en totes les províncies de l'Índia britànica, la creació d'un govern central incorporant tant les províncies britàniques i els estats principescos, i la protecció de les minories musulmanes. També es decidí separar Birmània de l'Índia Britànica el 1937, per formar una colònia de la corona separada. La futura Constitució de l'Índia independent deuria molt al text d'aquesta llei. La llei també formava un parlament nacional bicameral i una branca executiva sota la supervisió del govern britànic. Tot i que la federació nacional no s'assolí mai, les eleccions nacionals per a les assemblees provincials se celebraren el 1937. Malgrat els dubtes inicials, el Congrés prendria part en les eleccions i guanyà a 7 de les 11 províncies de l'Índia britànica, formant-se governs del Congrés en totes aquestes províncies. Mentrestant, a la metròpoli, aquestes victòries donaven per fet que era massa tard per no pensar en la independència de l'Índia.

### Índia durant la Segona Guerra Mundial
Amb l'esclat de la Segona Guerra Mundial el 1939, el Virrei Lord Linlithgow, declarà la guerra sense consultar als líders indis, la qual cosa portà que el Congrés Provincial dimitís en protesta. La Lliga Musulmana, al contrari, donà suport a l'esforç de guerra britànic; tot i que es començà a estendre el punt de vista de què potser els musulmans estarien amenaçats en una Índia independent dominada pel Congrés.
El govern britànic, a través de la Missió Cripps, intentà assegurar-se la cooperació dels nacionalistes britànics en l'esforç de guerra a canvi de la independència; però les negociacions no arribaren a bon terme. Gandhi, després d'això, llançà el moviment Quit India! a l'agost de 1942, demanant la retirada immediata dels britànics de l'Índia o encarar una campanya de desobediència civil. Juntament amb altres líders del Congrés, Ghandi va ser empresonat de seguit, i per tot el país hagueren disturbis encapçalats pels estudiants i, posteriorment, per grups polítics dels camperosl, especialment a les Províncies unides orientals, a Bihar i a la Bengala Oriental. La gran presència de l'Exèrcit britànic a l'Índia, donada la situació de guerra, feren que la major part de les revoltes fossin esclafades en només 6 setmanes; però una part del moviment formà un govern provisional a la frontera amb el Nepal. En altres zones de l'Índia, els moviments van ser menys espontanis i no hi hagué tantes protestes; i finalitzaren esporàdicament a l'estiu de 1943.
Amb els líders del Congrés a la presó, l'atenció se centrà en Subhas Bose, que havia estat expulsat del Congrés el 1939 per discrepàncies amb la direcció, més conservadora. Bose es girà cap a les Potències de l'Eix perquè els ajudessin a alliberar l'Índia mitjançant la força. Amb el suport japonès, organitzà l'Exèrcit Nacional Indi, compost principalment per soldats indis de l'Exèrcit Indi Britànic que havien estat capturats pels japonesos a Singapur. Des de l'inici de la guerra, el servei secret japonès havia intentat promoure les revoltes al sud-est asiàtic per desestabilitzar l'esforç de guerra britànic i instal·là tot de governs provisionals i titelles a les regions capturades, incloent Birmània, les Filipines i Vietnam, el Govern Provisional d'Azad Hind (Índia Lliure), presidit per Bose. L'esforç de Bose, no obstant va ser breu; doncs després de les derrotes de 1944, el reforçat Exèrcit Indi Britànic el 1945 primerament aturà i després derrotà l'Ofensiva U Go japonesa, iniciant-se la part victoriosa de la campanya de Birmània. L'Exèrcit Nacional Indi de Bose es rendí amb la reconquesta de Singapur, i Bose morí en un accident d'aviació poc després. Els judicis dels soldats de l'Exèrcit Nacional Indi a Red Fort, això no obstant, van causar irritació i violència nacionalista a l'Índia.

### La postguerra: la transferència del poder

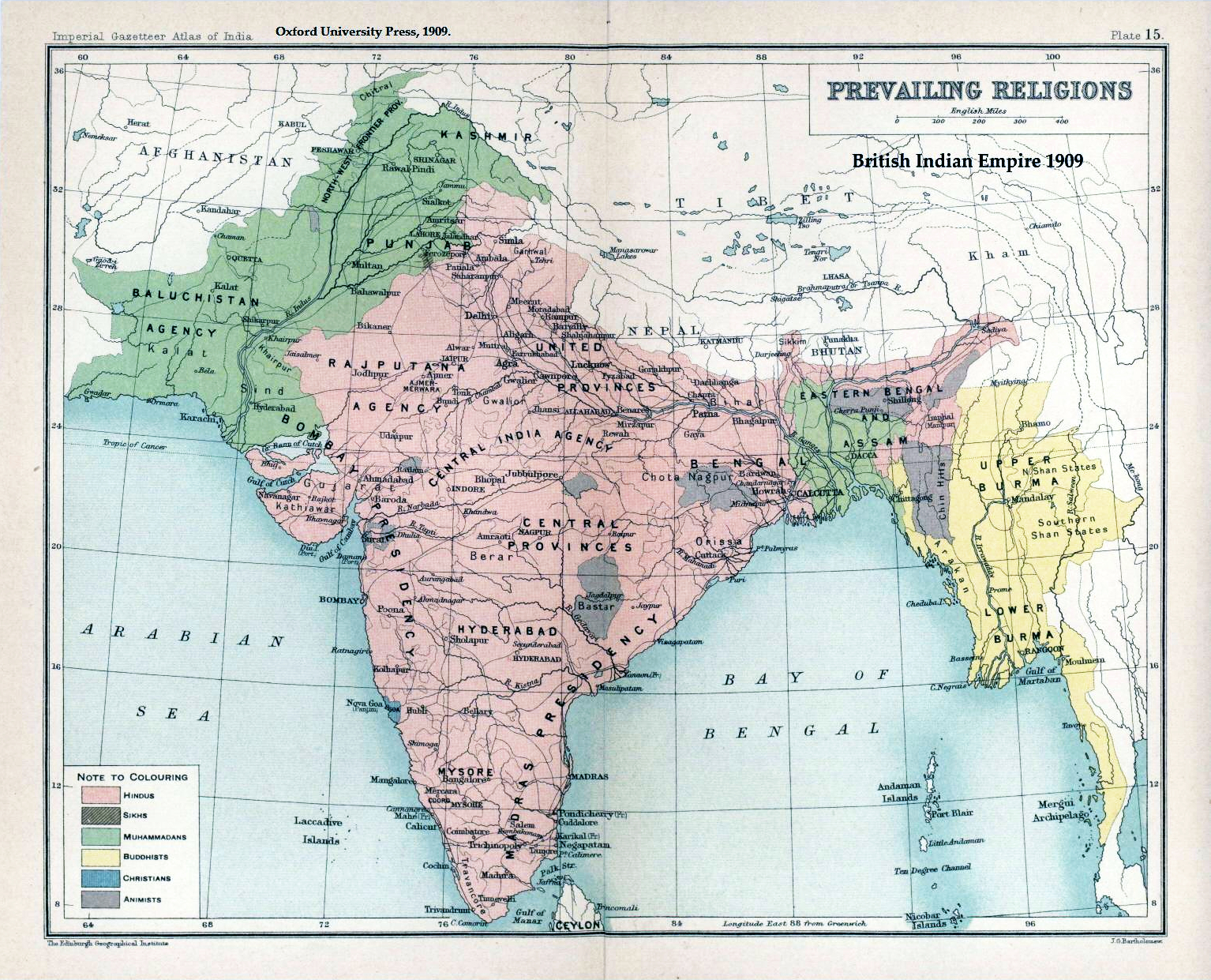
Religions prevalents el 1909, Mapa de l'Imperi Britànic de l'Índia el 1909, on es mostren les religions majoritàriament prevalents entre la població dels diferents districtes.

El gener de 1946 esclataren diversos amotinaments als serveis armats, començant pel de la RAF frustrat amb la seva lenta repatriació cap al Regne Unit. Els motins s'encapçalaren amb el motí de la Marina Reial Índia a Bombay al febrer de 1946, seguit d'altres a Calcuta, Madràs i Karachi. Tot i que aquests darrers motins van ser ràpidament sufocats, van trobar molt suport públic a l'Índia pels Judicis de Red Fort, i per l'efecte del nou govern laborista al Regne Unit, deixant la Secretaria d'Estat de l'Índia a Lord Pethick Lawrence, que va incloure al seu equip a Sir Stafford Cripps, qui havia visitat l'Índia 4 anys abans.
També a inicis de 1946 hagueren noves eleccions a l'Índia, en les quals el Congrés van aconseguir guanyar a 8 de les 11 províncies. Les negociacions entre el Congrés i la Lliga Musulmana, això no obstant, perillaven per l'amenaça de la partició. Jinnah proclamà el 16 d'agost de 1946 el Dia de l'Acció Directa, amb l'objectiu d'aconseguir pacíficament una pàtria musulmana a l'Índia. L'endemà esclataren incidents entre hindús i musulmans a Calcuta, i ràpidament s'estengueren per tota l'Índia. Encara que el Govern de l'Índia i el Congrés estaven superats pel curs dels esdeveniments, al setembre s'instal·là un govern del Congrés, amb Jawaharlal Nehru com a Primer Ministre d'una Índia unida.
Posteriorment, aquell mateix any, el govern laborista, amb el Tresor exhaust per la recentment finalitzada Segona Guerra Mundial, i conscient que ja ni tenia el suport internacional ni era possible que les forces natives seguissin controlant una Índia cada vegada més agitada, decidiren finalitzar el mandat britànic a l'Índia i, a inicis de 1947, la Gran Bretanya anuncià la seva intenció de transferir el poder no més tard del juny de 1948.
A mesura que la independència s'apropava, la violència entre hindús i musulmans al Panjab i a Bengala seguia. Amb l'exèrcit britànic sense preparació per a l'increment de la violència, el nou Virrei, Lluís Mountbatten, avançà la data per a la transferència de poders, concedint només 6 mesos per a un pla mútuament acordat per a la independència. Al juny de 1947, els líders nacionalistes, incloent a Nehru i a Abul Kalam Azad en nom del Congrés, a Jinnah representant la Lliga Musulmana, a B. R. Ambedkar representant als Intocables i al Mestre Tara Singh representant als Sikhs, acordaren la partició del país d'acord amb els grups religiosos. Les zones predominantment hinduistes i sikhs formarien l'Índia i les zones predominantment musulmanes conformarien la nova nació del Pakistan; el pla incloïa una partició de les províncies majoritàriament musulmanes de Panjab i Bengala.
Diversos milions de musulmans, sikhs i hinduistes hagueren de travessar les noves fronteres. Al Panjab, on les noves línies frontereres dividien les regions Sikh per la meitat, hi seguiren diversos banys de sang; a Bengala i Bihar, on la presència de Gandhi calmava els ànims, la violència quedà més limitada. En total, entre 250.000 i 500.000 persones moririen a causa de la violència a un costat i l'altre de la frontera. El 14 d'agost de 1947, el nou Domini del Pakistan esdevingué una realitat, amb Muhammad Ali Jinnah com el seu primer Governador General a Karachi. L'endemà, el 15 d'agost de 1947, el Domini de l'Índia esdevenia un país independent amb les cerimònies oficials a Nova Delhi, i amb Jawaharlal Nehru assumint el càrrec de primer ministre i el virrei, Lluís Mountbatten, esdevenint el primer Governador General.

### Històries generals contemporànies
- Bandyopadhyay, Sekhar. From Plassey to Partition: A History of Modern India.  New Delhi and London: Orient Longmans. Pp. xx, 548., 2004. ISBN 81-250-2596-0.
- Bose, Sugata; Jalal, Ayesha. Modern South Asia: History, Culture, Political Economy.  Londres i Nova York: Routledge, 2nd edition. Pp. xiii, 304, 2003. ISBN 0-415-30787-2.
- Brown, Judith M. Modern India: The Origins of an Asian Democracy.  Oxford i Nova York: Oxford University Press. Pp. xiii, 474, 1994. ISBN 0-19-873113-2.
- Copland, Ian. India 1885-1947: The Unmaking of an Empire (Seminar Studies in History Series).  Harlow and London: Pearson Longmans. Pp. 160, 2001. ISBN 0-582-38173-8.
- Judd, Dennis. The Lion and the Tiger: The Rise and Fall of the British Raj, 1600-1947.  Oxford i Nova York: Oxford University Press. Pp. xiii, 280, 2004. ISBN 0-19-280358-1.
- Kulke, Hermann; Rothermund, Dietmar. A History of India.  4th edition. Routledge, Pp. xii, 448, 2004. ISBN 0-415-32920-5.
- Ludden, David. India And South Asia: A Short History.  Oxford: Oneworld Publications. Pp. xii, 306, 2002. ISBN 1-85168-237-6. Arxivat 2011-07-16 a Wayback Machine.
- Markovits, Claude (ed). A History of Modern India 1480-1950 (Anthem South Asian Studies).  Anthem Press. Pp. 607, 2005. ISBN 1-84331-152-6.
- Metcalf, Barbara; Metcalf, Thomas R. A Concise History of Modern India (Cambridge Concise Histories).  Cambridge and New York: Cambridge University Press. Pp. xxxiii, 372, 2006. ISBN 0-521-68225-8.
- Peers, Douglas M. India under Colonial Rule 1700-1885.  Harlow and London: Pearson Longmans. Pp. xvi, 163, 2006. ISBN 0-582-31738-X.
- Robb, Peter. A History of India (Palgrave Essential Histories).  Houndmills, Hampshire: Palgrave Macmillan. Pp. xiv, 344, 2004. ISBN 0-333-69129-6.
- Sarkar, Sumit. Modern India: 1885-1947.  Delhi: Macmillan India Ltd. Pp. xiv, 486, 1983. ISBN 0-333-90425-7.
- Spear, Percival. A History of India, Volume 2.  New Delhi and London: Penguin Books. Pp. 298, 1990. ISBN 0-14-013836-6.
- Stein, Burton. A History of India.  New Delhi and Oxford: Oxford University Press. Pp. xiv, 432, 2001. ISBN 0-19-565446-3.
- Wolpert, Stanley. A New History of India.  Oxford i Nova York: Oxford University Press. Pp. 544, 2003. ISBN 0-19-516678-7.

### Monografies i col·leccions
- Anderson, Clare. Indian Uprising of 1857–8: Prisons, Prisoners and Rebellion.  New York: Anthem Press, Pp. 217, 2007. ISBN 978-1-84331-249-9. Arxivat 2009-02-11 a Wayback Machine.
- Ansari, Sarah. Life after Partition: Migration, Community and Strife in Sindh: 1947–1962.  Oxford and London: Oxford University Press, Pp. 256, 2005. ISBN 0-19-597834-X.

- Ansari, Sarah. Life after Partition: Migration, Community and Strife in Sindh: 1947–1962.  Oxford and London: Oxford University Press, Pp. 256, 2005. ISBN 0-19-597834-X.
- Bayly, C. A.. Indian Society and the Making of the British Empire (The New Cambridge History of India).  Cambridge and London: Cambridge University Press. Pp. 248, 1990. ISBN 0-521-38650-0.
- Bayly, C. A.. Indian Society and the Making of the British Empire (The New Cambridge History of India).  Cambridge and London: Cambridge University Press. Pp. 248, 1990. ISBN 0-521-38650-0.

- Bayly, C. A.. Empire and Information: Intelligence Gathering and Social Communication in India, 1780-1870 (Cambridge Studies in Indian History and Society).  Cambridge and London: Cambridge University Press. Pp. 426, 2000. ISBN 0-521-66360-1.

- Brown, Judith M. (ed.); Louis (ed.), Wm. Roger. Oxford History of the British Empire: The Twentieth Century.  Oxford i Nova York: Oxford University Press. Pp. 800, 2001. ISBN 0-19-924679-3.

- Butalia, Urvashi. The Other Side of Silence: Voices from the Partition of India.  Durham, NC: Duke University Press, Pp. 308, 1998. ISBN 0-8223-2494-6.
- Chandavarkar, Rajnarayan. Imperial Power and Popular Politics: Class, Resistance and the State in India, 1850-1950.  (Cambridge Studies in Indian History & Society). Cambridge and London: Cambridge University Press. Pp. 400, 1998. ISBN 0-521-59692-0.

- Chandavarkar, Rajnarayan. Imperial Power and Popular Politics: Class, Resistance and the State in India, 1850-1950.  (Cambridge Studies in Indian History & Society). Cambridge and London: Cambridge University Press. Pp. 400, 1998. ISBN 0-521-59692-0.

- Chatterji, Joya. Bengal Divided: Hindu Communalism and Partition, 1932–1947.  Cambridge and New York: Cambridge University Press. Pp. 323, 1993. ISBN 0-521-52328-1.

- Copland, Ian. Princes of India in the Endgame of Empire, 1917-1947.  (Cambridge Studies in Indian History & Society). Cambridge and London: Cambridge University Press. Pp. 316, 2002. ISBN 0-521-89436-0.

- Fay, Peter W. The Forgotten Army: India's Armed Struggle for Independence, 1942-1945..  Ann Arbor, University of Michigan Press., 1993. ISBN 0472083422.

- - Gilmartin, David. 1988. Empire and Islam: Punjab and the Making of Pakistan. Berkeley: University of California Press 258 pàgines. ISBN 0-520-06249-3.

- Gould, William. Hindu Nationalism and the Language of Politics in Late Colonial India.  (Cambridge Studies in Indian History and Society). Cambridge and London: Cambridge University Press. Pp. 320, 2004. ISBN 0-521-83061-3.

- Hyam, Ronald. Britain's Declining Empire: The Road to Decolonisation 1918-1968..  Cambridge University Press., 2007. ISBN 0521866499..

- Jalal, Ayesha. The Sole Spokesman: Jinnah, the Muslim League and the Demand for Pakistan.  Cambridge, UK: Cambridge University Press, 334 pages, 1993. ISBN 0-521-45850-1.

- Khan, Yasmin. The Great Partition: The Making of India and Pakistan.  New Haven and London: Yale University Press, 250 pages, 18 setembre 2007. ISBN 0-300-12078-8.

- Khosla, G. D.. «Stern Reckoning». A: Page, David. Inder Singh, Anita. Moon, Penderal. Khosla, G. D.. The Partition Omnibus: Prelude to Partition/the Origins of the Partition of India 1936-1947/Divide and Quit/Stern Reckoning.  Delhi and Oxford: Oxford University Press, 2001. ISBN 0-19-565850-7.

- Low, D. A.. Eclipse of Empire.  Cambridge and London: Cambridge University Press. Pp. xvi, 366, 1993. ISBN 0-521-45754-8.

- Low, D. A.. Britain and Indian Nationalism: The Imprint of Amibiguity 1929-1942.  Cambridge and London: Cambridge University Press. Pp. 374, 2002. ISBN 0-521-89261-9.

- Low, D. A. (ed.). Congress & the Raj: Facets of the Indian Struggle 1917-47.  New Delhi and Oxford: Oxford University Press. Pp. xviii, 513, 1977, 2004. ISBN 0-19-568367-6.

- Metcalf, Thomas R. The Aftermath of Revolt: India, 1857-1870.  Riverdale Co. Pub. Pp. 352, 1991. ISBN 81-85054-99-1.

- Metcalf, Thomas R. Ideologies of the Raj.  Cambridge and London: Cambridge University Press, Pp. 256, 1997. ISBN 0-521-58937-1.

- Pandey, Gyanendra. Remembering Partition: Violence, Nationalism and History in India.  Cambridge, UK: Cambridge University Press, 2002, p. 232. ISBN 0-521-00250-8.

- Porter, Andrew (ed.). Oxford History of the British Empire: Nineteenth Century.  Oxford i Nova York: Oxford University Press. Pp. 800, 2001. ISBN 0-19-924678-5.

- Ramusack, Barbara. The Indian Princes and their States (The New Cambridge History of India).  Cambridge and London: Cambridge University Press. Pp. 324, 2004. ISBN 0-521-03989-4.

- Shaikh, Farzana. 1989. Community and Consensus in Islam: Muslim Representation in Colonial India, 1860—1947. Cambridge, UK: Cambridge University Press. 272 pàgines. ISBN 0-521-36328-4.

- Talbot, Ian and Gurharpal Singh (eds). 1999. Region and Partition: Bengal, Punjab and the Partition of the Subcontinent. Oxford i Nova York: Oxford University Press. 420 pàgines. ISBN 0-19-579051-0.

- Talbot, Ian. 2002. Khizr Tiwana: The Punjab Unionist Party and the Partition of India. Oxford i Nova York: Oxford University Press. 216 pàgines. ISBN 0-19-579551-2.

- Wainwright, A. Martin. Inheritance of Empire: Britain, India, and the Balance of Power in Asia, 1938-55.  Praeger Publishers. Pp. xvi, 256, 1993. ISBN 0-275-94733-5.

- Wolpert, Stanley. Shameful Flight: The Last Years of the British Empire in India.  Oxford i Nova York: Oxford University Press. Pp. 272, 2006. ISBN 0-19-515198-4..

### Articles en diaris o col·leccions
- Banthia, Jayant; Dyson, Tim «Smallpox in Nineteenth-Century India». Population and Development Review, 25, 4, 1999, p. 649–689.
- Banthia, Jayant; Dyson, Tim «Smallpox in Nineteenth-Century India». Population and Development Review, 25, 4, 1999, pàg. 649–689.
- Brown, Judith M. «India». A: Brown, Judith M.; Louis, Wm. Roger. Oxford History of the British Empire: The Twentieth Century.  Oxford i Nova York: Oxford University Press, 2001, p. 421–446. ISBN 0-19-924679-3.
- Caldwell, John C. «Malthus and the Less Developed World: The Pivotal Role of India». Population and Development Review, 24, 4, 1998, pàg. 675–696.
- Derbyshire, I. D. «Economic Change and the Railways in North India, 1860-1914». Population Studies, 21, 3, 1987, pàg. 521–545.
- Drayton, Richard. «Science, Medicine, and the British Empire». A: Winks, Robin. Oxford History of the British Empire: Historiography.  Oxford i Nova York: Oxford University Press, 2001, p. 264–276. ISBN 0-19-924680-7.
- Dyson, Tim «On the Demography of South Asian Famines: Part I». Population Studies, 45, 1, 1991, pàg. 5–25.
- Dyson, Tim «On the Demography of South Asian Famines: Part II». Population Studies, 45, 2, 1991, pàg. 279–297.

- Frykenberg, Robert E. «India to 1858». A: Winks, Robin. Oxford History of the British Empire: Historiography.  Oxford i Nova York: Oxford University Press, 2001, p. 194–213. ISBN 0-19-924680-7.
- Gilmartin, David «Scientific Empire and Imperial Science: Colonialism and Irrigation Technology in the Indus Basin». The Journal of Asian Studies, 53, 4, 1994, pàg. 1127–1149.
- Goswami, Manu «From Swadeshi to Swaraj: Nation, Economy, Territory in Colonial South Asia, 1870 to 1907». Comparative Studies in Society and History, 40, 4, 1998, pàg. 609–636.
- Harnetty, Peter «'Deindustrialization' Revisited: The Handloom Weavers of the Central Provinces of India, c. 1800-1947». Modern Asian Studies, 25, 3, 1991, pàg. 455–510.
- Heuman, Gad. «Slavery, the Slave Trade, and Abolition». A: Winks, Robin. Oxford History of the British Empire: Historiography.  Oxford i Nova York: Oxford University Press, 2001, p. 315–326. ISBN 0-19-924680-7.
- Klein, Ira «Modern Asian Studies». , 22, 4, 1988, p. 723–755.
- Klein, Ira «Modern Asian Studies». , 34, 2000, p. 545–580.
- Kubicek, Robert. «British Expansion, Empire, and Technological Change». A: Porter, Andrew. Oxford History of the British Empire: The Nineteenth Century.  Oxford i Nova York: Oxford University Press, 2001, p. 247–269. ISBN 0-19-924678-5.
- Moore, Robin J. «Imperial India, 1858-1914». A: Porter, Andrew. Oxford History of the British Empire: The Nineteenth Century.  Oxford i Nova York: Oxford University Press, 2001a, p. 422–446. ISBN 0-19-924678-5.
- Moore, Robin J. «India in the 1940s». A: Winks, Robin. Oxford History of the British Empire: Historiography.  Oxford i Nova York: Oxford University Press, 2001b, p. 231–242. ISBN 0-19-924680-7.
- Raj, Kapil. «Colonial Encounters and the Forging of New Knowledge and National Identities: Great Britain and India, 1760-1850». A: Nature and Empire: Science and the Colonial Enterprise. 15.  Osiris, 2nd Series, 2000, p. 119–134.
- Ray, Rajat Kanta «Asian Capital in the Age of European Domination: The Rise of the Bazaar, 1800-1914». Modern Asian Studies, 29, 3, 1995, pàg. 449–554.
- Raychaudhuri, Tapan. «India, 1858 to the 1930s». A: Winks, Robin. Oxford History of the British Empire: Historiography.  Oxford i Nova York: Oxford University Press, 2001, p. 214–230. ISBN 0-19-924680-7.
- Robb, Peter. The Colonial State and Constructions of Indian Identity: An Example on the Northeast Frontier in the 1880s. 31. 2.  Modern Asian Studies, 1997, p. 245–283.
- Simmons, Colin. 'De-Industrialization', Industrialization and the Indian Economy, c. 1850-1947. 19. 3.  Modern Asian Studies, 1985, p. 593–622.
- Talbot, Ian. «Pakistan's Emergence». A: Winks, Robin. Oxford History of the British Empire: Historiography.  Oxford i Nova York: Oxford University Press, 2001, p. 253–263. ISBN 0-19-924680-7.
- Tinker, Hugh. India in the First World War and after. Journal of Contemporary History, Vol. 3, No. 4, 1918-19: From War to Peace. (Oct., 1968), pp. 89-107.  Sage Publications, 1968. ISSN 0022-0094.
- Tomlinson, B. R.. «Economics and Empire: The Periphery and the Imperial Economy». A: Porter, Andrew. Oxford History of the British Empire: The Nineteenth Century.  Oxford i Nova York: Oxford University Press, 2001, p. 53–74. ISBN 0-19-924678-5.
- Washbrook, D. A.. «India, 1818-1860: The Two Faces of Colonialism». A: Porter, Andrew. Oxford History of the British Empire: The Nineteenth Century.  Oxford i Nova York: Oxford University Press, 2001, p. 395–421. ISBN 0-19-924678-5.
- Watts, Sheldon. British Development Policies and Malaria in India 1897-c. 1929. 165.  Past and Present, 1999, p. 141–181.
- Wylie, Diana. «Disease, Diet, and Gender: Late Twentieth Century Perspectives on Empire». A: Winks, Robin. Oxford History of the British Empire: Historiography.  Oxford i Nova York: Oxford University Press, 2001, p. 277–289. ISBN 0-19-924680-7.

### Històries clàssiques iGazetteers
- Imperial Gazetteer of India vol. IV. The Indian Empire, Administrative.  Published under the authority of His Majesty's Secretary of State for India in Council, Oxford at the Clarendon Press. Pp. xxx, 1 map, 552., 1907.
- Lovett, Sir Verney. A History of the Indian Nationalist Movement.  New York, Frederick A. Stokes Company, 1920. ISBN 81-7536-249-9.
- Majumdar, R. C.; Raychaudhuri, H. C.; Datta, Kalikinkar. An Advanced History of India.  London: Macmillan and Company Limited. 2nd edition. Pp. xiii, 1122, 7 maps, 5 coloured maps., 1950.
- Smith, Vincent A. India in the British Period: Being Part III of the Oxford History of India.  Oxford: At the Clarendon Press. 2nd edition. Pp. xxiv, 316 (469-784), 1921.